# Municipio de Sweetland
El municipio de Sweetland (en inglés: Sweetland Township) es un municipio ubicado en el condado de Muscatine en el estado estadounidense de Iowa. En el año 2010 tenía una población de 2987 habitantes y una densidad poblacional de 26,82 personas por km².

## Geografía
El municipio de Sweetland se encuentra ubicado en las coordenadas 41°28′15″N 90°57′39″O / 41.47083, -90.96083. Según la Oficina del Censo de los Estados Unidos, el municipio tiene una superficie total de 111.35 km², de la cual 101,78 km² corresponden a tierra firme y (8,59 %) 9,57 km² es agua.

## Demografía
Según el censo de 2010, había 2987 personas residiendo en el municipio de Sweetland. La densidad de población era de 26,82 hab./km². De los 2987 habitantes, el municipio de Sweetland estaba compuesto por el 94,74 % blancos, el 0,74 % eran afroamericanos, el 0,2 % eran amerindios, el 0,57 % eran asiáticos, el 2,54 % eran de otras razas y el 1,21 % eran de una mezcla de razas. Del total de la población el 9,78 % eran hispanos o latinos de cualquier raza.